# Jonction triple de Macquarie

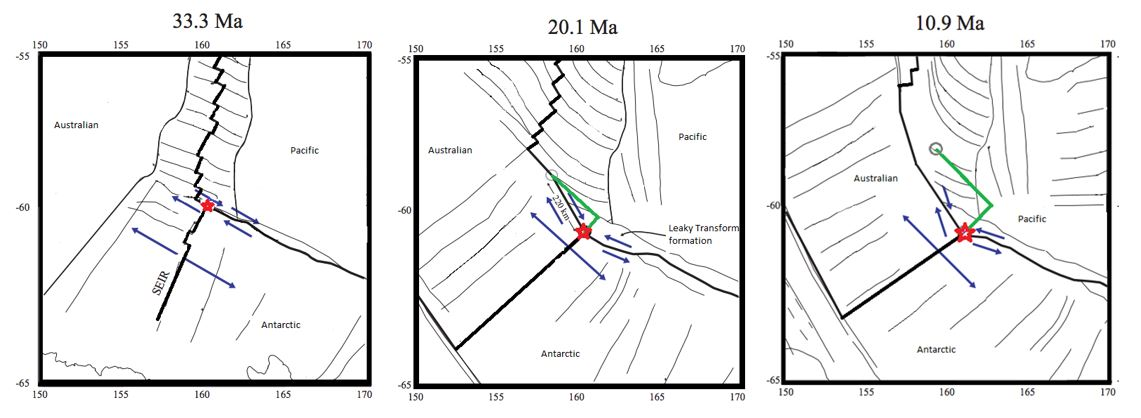
L'évolution de la jonction triple de Macquarie a été bien étudiée depuis 33,3 Ma et a été reconstruite à 20,1 Ma et 10,9 Ma. La ligne verte montre la distance de migration entre les intervalles.

La jonction triple de Macquarie est une jonction triple.
Située sur le plancher océanique de l'océan Pacifique, près de l'île Macquarie, elle est formée par les plaques australienne, antarctique et pacifique. Il s'agit d'une jonction de deux dorsales (sud-est indienne et Pacifique-Antarctique) et d'une faille transformante (faille de Macquarie).